# 三原子分子

二氧化碳是一种常见的三原子分子

三原子分子是指由三个原子组成的分子。三原子分子可能是化合物，也可能是单质。典型的三原子化合物包括H2O、CO2和HCN等等。

## 類型

### 同核

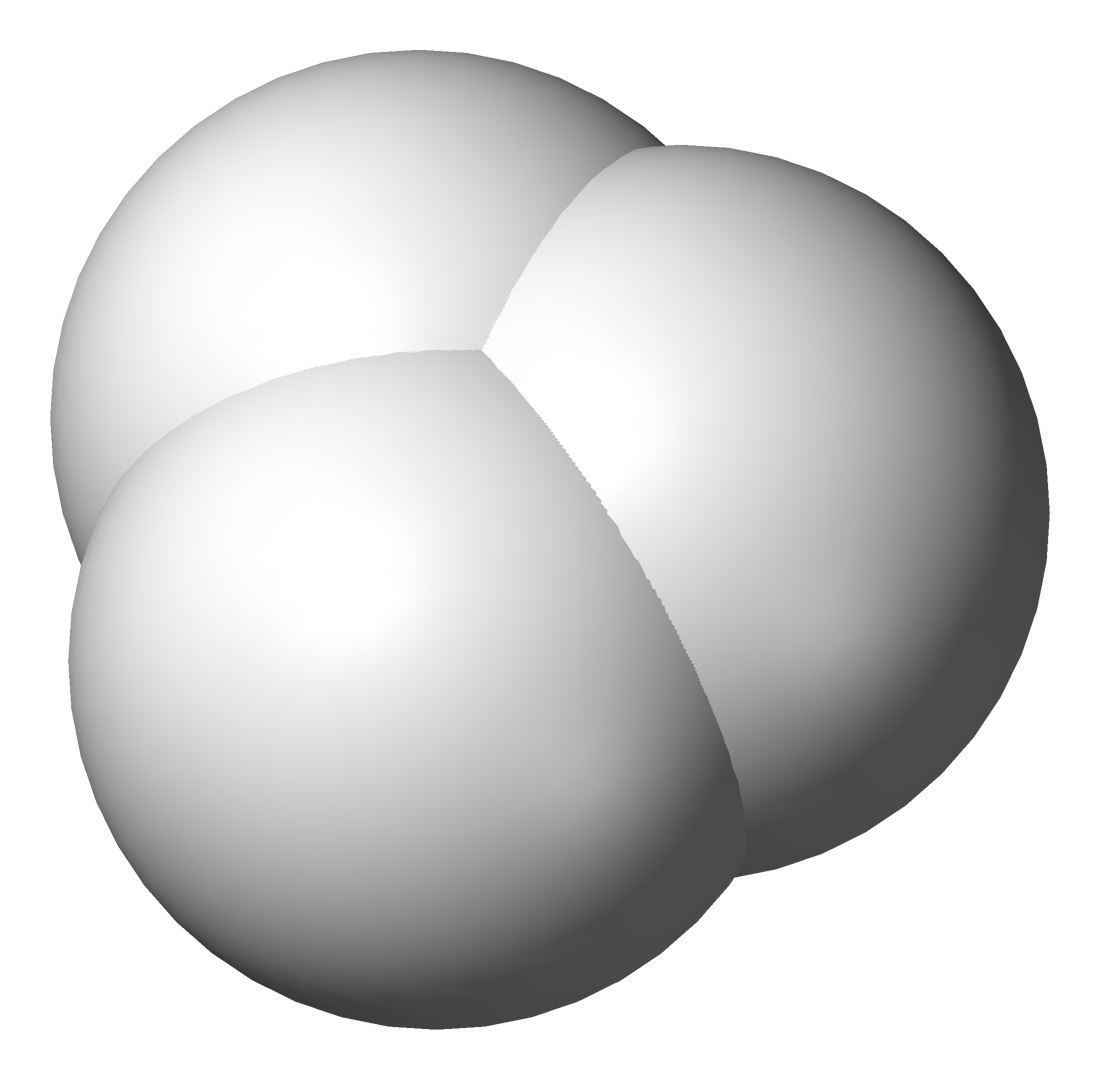
三氫陽離子

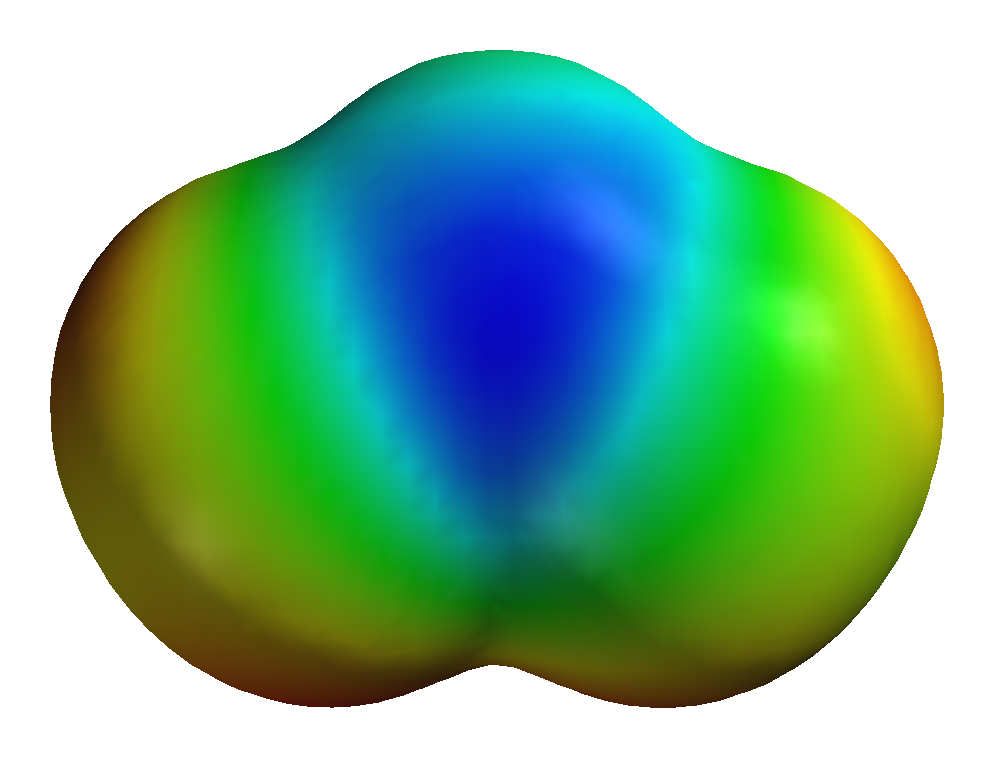
臭氧分子

同核的三原子分子由同樣的三個原子組成。臭氧（O3）及其類似物三硫（S3）是同核三原子分子的例子；三原子氫也是，但它很不穩定，會瞬間分解成較穩定且對稱的三氫陽離子（H3+）。由氦-4組成的氦三聚體（4He3）只由弱的范德華力結合，而且處於埃菲莫夫態。